# José Tagarro
José Tagarro (Cartaxo, 1902–1931) foi um pintor português.
De carreira muito curta (não chegou a completar 30 anos de idade), pertence à segunda geração de pintores modernistas portugueses. "Tagarro atravessou a cena artística portuguesa sem clamores — mas ficou como «o desenhador» da sua geração".

## Vida e Obra

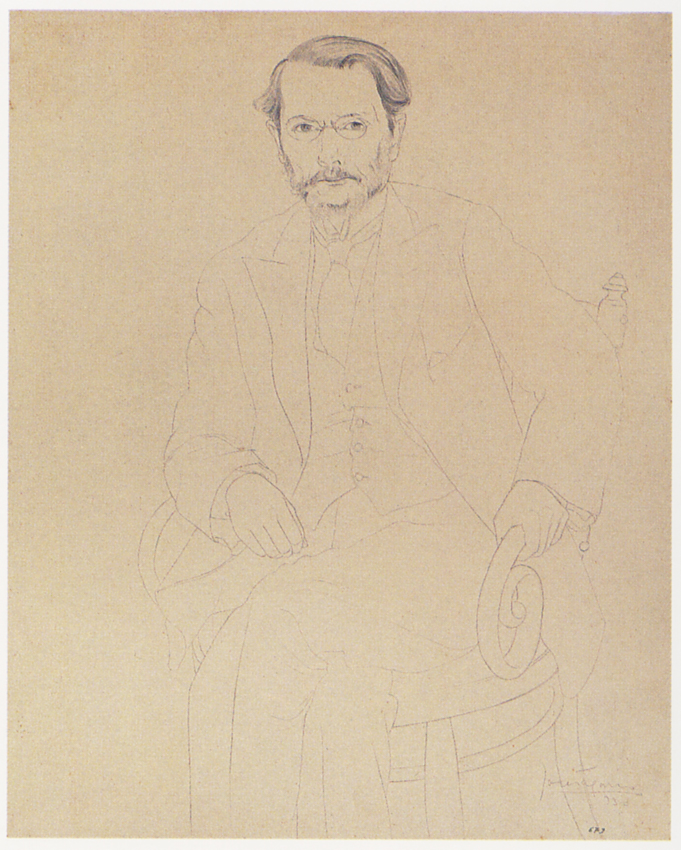
José Tagarro, Retrato do Dr. Reis Santos, 1930, grafite sobre papel, 49,8 x 39,5 cm

Natural do Cartaxo, estudou na Escola de Belas-Artes de Lisboa, sendo discípulo de Columbano e de Carlos Reis. Prosseguiu, depois, os estudos em Paris.
Foi sobretudo no desenho que se destacou, atingindo nessa área uma originalidade relevante no quadro português do seu tempo. Na pintura praticou por vezes um "fauvismo ousado" (ou aproximou-se diversamente de Hodler, de Columbano ou mesmo El Greco); e no autorretrato de 1929 "marcou uma curiosa composição de imagem dupla".
Dedicou-se também à ilustração de revistas e livros, constituindo essa a sua principal fonte de sustento. Entre as várias publicações em que colaborou pode destacar-se a Seara Nova e a Ilustração  (1926-).
Colaborou ativamente nas manifestações artísticas do seu tempo. Participou nas exposições anuais da SNBA (1927, 1929 e 1939), no II Salão de Outono organizado pela revista Contemporânea (SNBA, 1926) e nos I e II Salões Independentes (1930 e 1931).
Realizou exposições individuais em Lisboa (1928 e 1929) e no Porto (1930), na Galeria da Santa Casa da Misericórdia. Depois da sua morte, um grupo de amigos promoveu uma exposição das suas obras na SNBA (1932). Em sua homenagem, em 1944 o SPN/SNI instituiu o prémio de desenho e aguarela José Tagarro.